# Dirk van den Berg

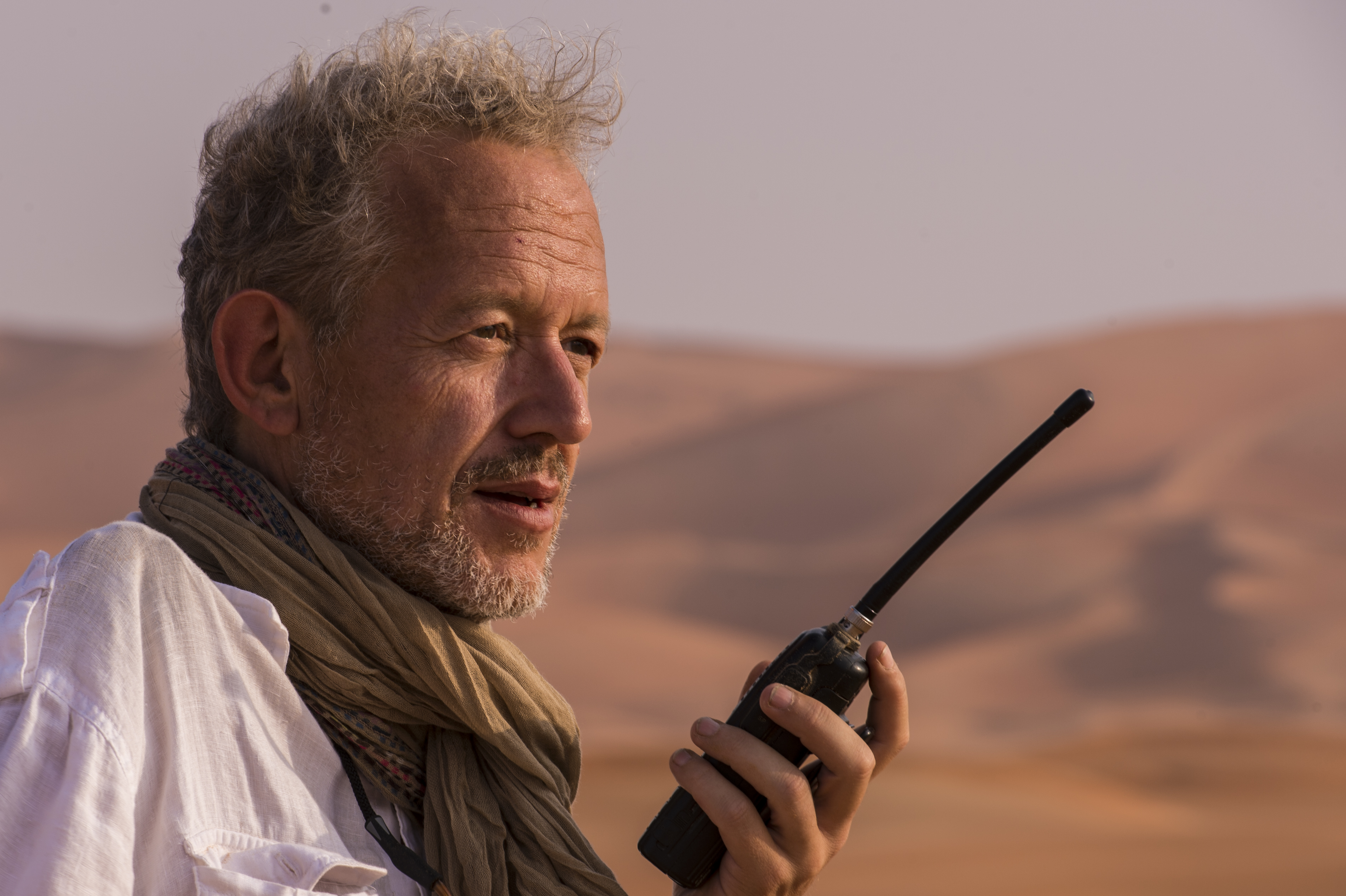
Dirk van den Berg (2013)

Dirk van den Berg, auch Dirk K. van den Berg, (* 10. Mai 1966 in Hilden) ist ein deutscher Filmregisseur, Drehbuchautor und Filmproduzent.

## Leben
Dirk van den Berg schloss seine schulische Ausbildung 1984 mit dem Abitur ab und ging kurze Zeit später nach Italien. Dort studierte er an der Universität La Sapienza in Rom von 1984 bis 1998 Musikwissenschaften (als Pianist) sowie von 1984 bis 1989 Medienwissenschaften (im Fach Dramaturgie). Sein medienwissenschaftliches Studium schloss er mit dem Bachelor of Arts ab. Anschließend studierte er von 1989 bis 1992 Regie und Filmproduktion an der  nationalen italienischen Hochschule für Film und Drama, der Accademia nazionale d’arte drammatica „Silvio D’Amico“ in Rom, wo er letzter Schüler von Andrea Camilleri war. Er schloss mit dem Magister ab.
Gegen Ende und nach seinem Regiestudium schrieb er zusammen mit dem russischen Autor Wladimir Makanin eine Reihe von Drehbüchern, die sich mit der Realität und dem gesellschaftlichen, politischen und wirtschaftlichen Wandel in Russland nach der Auflösung der Sowjetunion auseinandersetzten. Der Pilotfilm Russian Times (1991) wurde in Moskau gedreht. Van den Berg entschied sich, die Arbeit des Regisseurs grundlegend neu zu lernen und begann, neben der künstlerischen eine parallele Karriere als First Assistant Director und Line Producer. Von 1992 bis 2010 arbeitete van den Berg als Regisseur, Autor, Producer und Project Manager bei Film, Fernsehen, Theater und Oper in Italien und anderen Ländern. Außerdem war er als Freier Mitarbeiter tätig, wie u. a. als Line Producer, Associate Producer und Produzent.
Neben nationalen und internationalen Filmprojekten führte er mehrmals Regie bei deutschen Fernsehfilmen und begann dann, Filme zu schreiben und zu produzieren. Sein erster Film als Produzent für die Münchner K5 Film war die US-deutsche Koproduktion Steel Trap, ein Thriller des mexikanischen Regisseurs Luis Cámara. Seit Anfang 2009 wieder als freier Produzent tätig, war er als Associate Producer für die deutsch-amerikanische Koproduktion Generation 9/11 verantwortlich; ein Kino-Dokumentarfilm, der auf den sogenannten „10 Thesen“ von Jürgen Todenhöfer fußt. Regie führte Oscar-Preisträger Nigel Noble. Van den Berg drehte dabei u. a. den größten Teil der im Orient entstandenen Bilder selbst, wie in Syrien, Jordanien, Palästina und auch in Afghanistan.
2011 gründete Van den Berg die Filmproduktionsfirma OutreMer Film mit dem Ziel, Projekte mit und für den Nahen Osten, Vorderasien und Nordafrika zu entwickeln. Das erste Filmprojekt des in Berlin ansässigen und zudem in Hamburg vertretenen Unternehmens war Seams of Desire, eine Dokumentation über die versteckte Sexualität der arabischen Frauen. Der Film wurde in Damaskus (Syrien) und Beirut (Libanon) bereits angedreht, musste aber wegen des Bürgerkriegs abgebrochen werden. Seitdem zeichnete van den Berg als Regisseur und mit OutreMer Film auch als Produzent verantwortlich für mehrere Dokumentationen und Spielfilmprojekte, die u. a. in Saudi-Arabien, Jordanien, Syrien, der Kaschmir-Region und Äthiopien spielen. Nach fünf Jahren Recherchearbeiten realisierte er 2018 die international produzierte investigative Dokumentation Mekka 1979 - Urknall des Terrors], in deren Zentrum die Besetzung und der Kampf um die al-Haram-Moschee in Mekka im November und Dezember 1979 steht und auf die Ursachen und folgenschweren Konsequenzen des Ereignisses als erster Film eingeht. Daraus aufbauend entwickelte van den Berg das Nachfolgeprojekt 1979 - Urknall der Gegenwart, einen ebenfalls langen Dokumentarfilm, der die Ereignisse und Protagonisten (insbesondere Ayatollah Khomeini, Deng Xiaoping, Margaret Thatcher und Papst Johannes Paul II) des Jahres 1979 mit größtenteils nie gesehenen Archivbildern beleuchtet. Ähnlich wie der Historiker Frank Bösch in seinem Buch Zeitenwende 1979 und Christian Caryl mit Strange Rebels - 1979 and the Birth of the 20th Century geht der Film der These nach, dass 1979 als Geburtsjahr der Gegenwart anzusehen ist.
Dirk van den Berg lebt in Berlin.

## Filmografie (Auswahl)
- 1993: Russische Zeiten (Reihe), Regie
- 1998: Il Cielo sotto il Deserto, Regie: Alberto Negrin, Line Producer
- 2000: Die Spur meiner Tochter, Regie: Hajo Gies, Action Director
- 2000: Falsche Liebe (TV), Regie
- 2003/04: Nicolao Dalle Pomarance (TV), Doku-Serie, Regie
- 2004: The Lives of the Saints, Regie: Jerry Ciccoritti, Action Director
- 2004: Le Fugitif, Regie: Andrea Manni, Line Producer (Frankreich)
- 2005: The Grooming, Regie: John Irvin, Line Producer
- 2005: The Prey, Regie: Curtis Radclyffe, Line Producer
- 2006: The Holy Family, Regie: Raffaele Mertes, Line Producer & Executive Producer Jordanien
- 2006: I, Don Giovanni, Regie: Carlos Saura, Line Producer & Music Coordinator
- 2007: Condemned, Regie: Luis Cámara, Ausführender Produzent K5 Film
- 2009: Separation City, Regie: Paul Middleditch, Line Producer Germany
- 2010: Generation 9/11, Regie: Nigel Noble (Oscar 1982), Kreativer Produzent & Executive Producer Mittlerer Osten
- 2011: Seams of Desire, Produzent und Co-Autor für OutreMer Film
- 2012: Leider ein Mädchen, Regisseur und Produzent, OutreMer Film
- 2012: Das Kaschmirtal – Der Dal-See, Regisseur, ARTE
- 2014: Swinging Addis, Regisseur und Produzent, OutreMer Film
- 2015, 2016: GUZO, Serie über die Entstehung der Musik in Afrika, Regisseur und Produzent, OutreMer Film und Hochschule für Musik Franz Liszt Weimar
- 2018: Mekka 1979 – Urknall des Terrors?, Regisseur und Koproduzent, OutreMer Film, K2 Productions Paris, ARTE, NDR, WDR, RBB, HR, ORF, INA (Institut National de l’Audiovisuel), PBS International
- 2019: 1979 – Urknall der Gegenwart, Regisseur und Koproduzent, OutreMer Film, K2 Productions Paris, ARTE, RBB, TVP, ORF, RTS, INA (Institut National de l’Audiovisuel), NewDocs

## Auszeichnungen
- 1993: Best European Screenplay des European SCRIPT Funds für Projekt- und Drehbuchentwicklung, einem Teil des MEDIA-Programms der Europäischen Union, für das Drehbuch „OutreMer“[9]